# Najlepši neuspehi
Najlepši neuspehi je kompilacijski album Janeza Bončine - Benča. Album je izšel leta 1992 pri založbi ZKP RTV Slovenija.
Benč je album posvetil svojemu očetu, Ferdotu.

## Seznam skladb
| Št. | Naslov                             | Pisec                                     | Z albuma                       | Dolžina |
| --- | ---------------------------------- | ----------------------------------------- | ------------------------------ | ------- |
| 1.  | „V veri da boš srečna‟             | Janez Bončina/Ciril Zlobec/Grega Forjanič | /                              | 4:48    |
| 2.  | „Maja z biseri‟                    | Jure Robežnik/Dušan Velkaverh/Forjanič    | Ob šanku, 1983                 | 3:43    |
| 3.  | „Zlata obala‟                      | Bončina/Tomaž Domicelj/Bončina            | "Gvendolina, kdo je bil", 1971 | 3:26    |
| 4.  | „Ta noč je moja‟                   | Bončina/Brane Kastelic/Forjanič           | Ob šanku                       | 3:41    |
| 5.  | „Ob šanku‟                         | Bončina/Kastelic/Forjanič                 | Ob šanku                       | 3:19    |
| 6.  | „Navali narod na gostilne‟         | Bončina/Kastelic/Forjanič                 | Ob šanku                       | 3:39    |
| 7.  | „Na noge!‟                         | Bončina/Viktor Vest/Bončina               | Na noge!, 1988                 | 4:18    |
| 8.  | „Poet‟                             | Bončina/Kastelic/Forjanič                 | Na noge!                       | 3:57    |
| 9.  | „Snubec‟                           | Bončina/Kastelic/Forjanič                 | /                              | 3:31    |
| 10. | „Srečen sem, ker si nocoj ob meni‟ | Bončina                                   | Grafitti, 1989                 | 4:11    |
| 11. | „Nosila je rdečo rožo‟             | Bončina/Bončina/Primož Grašič             | /                              | 5:10    |
| 12. | „Kadar ognji dogorijo‟             | Bončina/Alenka Štebe/Lado Jakša           | /                              | 3:45    |
| 13. | „Zakaj star song se še vrti‟       | Bončina/Štebe/Grašič                      | /                              | 4:18    |
| 14. | „Gvendolina, kdo je bil?‟          | Bončina/Velkaverh/Forjanič                | Ob šanku                       | 0:42    |
| 15. | „Mlada in vroča kri‟               | Mare Lebar/Bončina/Bončina                | Grafitti                       | 2:48    |

## Osebje

### Glasbeniki
- Janez Bončina – vokali, akustične kitare (3, 7, 11)
- Grega Forjanič – kitare (1, 2, 4–6, 8, 9, 14), klaviature (1, 2, 4–6, 8, 9, 14), bas (1), ritem program (1, 6, 8), sinth. brass (8)
- Damijan Brezovec Dolenski – bobni (7, 10, 15), vokali (7)
- Mare Novak – bas (10, 15), vokali (7)
- Čarli Novak – bas (2, 3, 4, 5, 14), vokali (3)
- Edi Šibenik Veterinni – klaviature (7, 10, 15), vokali (7)
- Tone Dimnik Čoč – bobni (2, 4, 5, 14)
- Meta Gruden – vokali (5)
- Trajo Brizani – bas fretless (8)
- Marjan Malikovič – električne kitare (3, 9), vokali (3, 9, 14)
- Jadran Ogrin – bas (6, 9, 13), vokali (9)
- Zlati Klun – bobni (9), vokali (9)
- Mare Lebar – kitare (7, 10, 15), vokali (7)
- Braco Doblekar – tolkala (3), vokali (3, 14)
- Srečo Verčič – bas (7)
- Primož Grašič – kitare (11, 13), ritem program (11, 13), sinth. kitare (11, 13)
- Petar Ugrin – brass (1)
- Tomo Jurak – vokali (11)
- Pavle Ristič – bobni (3)
- Lado Jakša – klaviature (12), sopran saksofon (12), bas (12), ritem program (12), akustični klavir (12)

### Produkcija
- Mastering: Aco Razbornik
- Fotografija: Egon Kaše
- Oblikovanje: Janez Bončina
- Snemalci: Peter Gruden, Jure Toni, Miro Bevc, Aco Razbornik, Jadran Ogrin
- Glavni sponzor: Nissan
- Tisk: Partner graf, Grosuplje